# (3184) Raab
(3184) Raab ist ein Asteroid des mittleren Hauptgürtels, der am 22. August 1949 vom südafrikanischen Astronomen Ernest Leonard Johnson, vom Union-Observatorium (IAU-Code 078) in Johannesburg aus, entdeckt wurde. 
Der Asteroid wurde im Mai 1996 auf Vorschlag von Brian Marsden und Gareth Vaughan Williams nach Herbert Raab (* 1969) benannt, einem österreichischen Software-Techniker, Amateurastronomen und Entwickler der Software Astrometrica. Die Absolute Helligkeit des Asteroiden beträgt 12,53 mag.
Aus Beobachtungen mit dem Weltraumteleskop WISE wurde der Durchmesser des Asteroiden zu 19,3 Kilometer bestimmt, die Albedo zu 0,05. Aufgrund der niedrigen Albedo kann eine Zugehörigkeit zu den Asteroiden des C-Typs angenommen werden. Die Rotationsperiode beträgt 274,944 Stunden.